# Хасинське вугільне родовище
Хасинське родовище — родовище кам'яного вугілля в Магаданській області, розташоване в середній течії річки Хасин.

## Характеристика
Складається з трьох ділянок: Північний, Південний і Красавінскій. Північний ділянка розташована на правому березі річки і примикає безпосередньо до селища Хасин, Південний і Красавінскій ділянки знаходяться по лівому березі, приблизно в двох кілометрах від річки.
Родовище відкрите в 1930 р Дзевановского Ю. К. і Цареградським В. О., який очолював Другу Колимську експедицію Геолкому. У 1932 р район родовища обстежила Арманская геолого-пошукова партія Колимської бази ДГРУ, а в 1932 році роботи продовжила Нагаєвська партія «Дальгеолтреста». Через високу зольності вугілля, родовище було визнано непромисловим. Однак, необхідність постачання паливом споруджуваний Магадан, призвела до того, що в 1938 році була організована Хасинская геологорозвідувальна партія, яка приступила до розвідки родовища, і в 1939 році на ньому почалася видобуток вугілля. Експлуатація родовища тривала до кінця 1950-х, вироблено тільки частково.